# José Sánchez Bregua
 (décembre 2022).
Si vous disposez d'ouvrages ou d'articles de référence ou si vous connaissez des sites web de qualité traitant du thème abordé ici, merci de compléter l'article en donnant les références utiles à sa vérifiabilité et en les liant à la section « Notes et références ».
José Sánchez Bregua (1818 - 1897) est un militaire et homme politique espagnol.

## Biographie
José Sánchez Bregua nait le 15 septembre 1818 à La Corogne. Il entre dans l'armée fidèle à Isabelle II en tant que simple soldat pendant la première guerre carliste. Entre 1844 et 1850, il est mobilisé aux Philippines, avec le grade d'enseigne.
C'est lors de la Guerre hispano-marocaine de 1859 qu'il monte rapidement en grade. Il atteint l'apogée de sa carrière en devenant finalement général de division en 1868. Peu après, sous le gouvernement de Juan Prim, il est sous-secrétaire à la guerre, et en 1872, il est chargé de la répression de l'insurrection du Ferrol. Entre le 9 septembre 1873 et le 3 janvier 1874, sous la première république, il est ministre de la Guerre, sous Emilio Castelar y Ripoll. Il est déposé par le général Manuel Pavia, lors de son coup d'état. Il reçoit le titre de sénateur à vie en 1881. 
Il meurt finalement le 19 juin 1897 dans sa ville natale.

## Sources
- (es) Cet article est partiellement ou en totalité issu de l’article de Wikipédia en espagnol intitulé « José Sánchez Bregua » (voir la liste des auteurs).